# Karpina

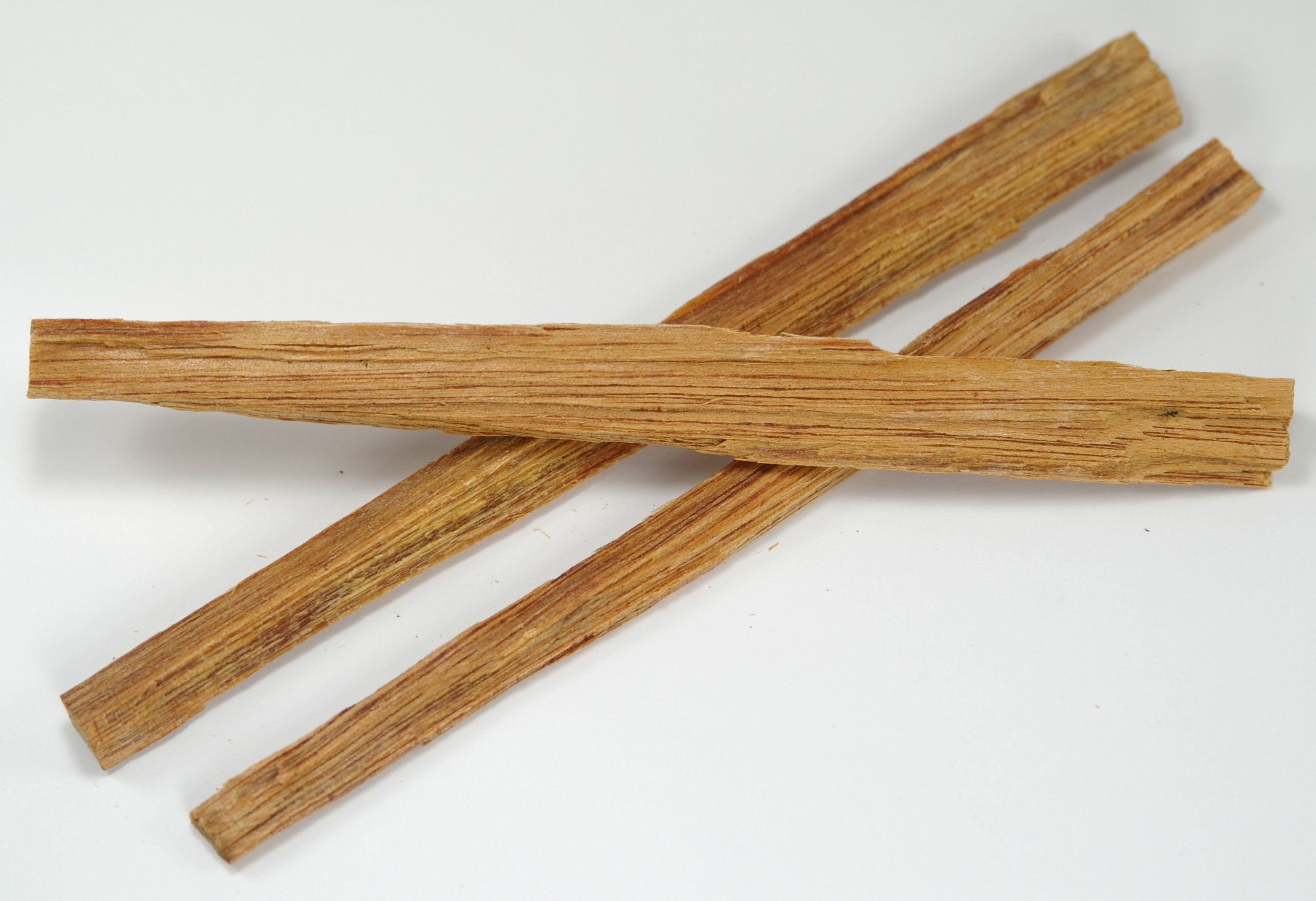
Kawałki karpiny służące jako rozpałka

Karpina – drewno części podziemnej drzewa wraz z pniakiem pozostałym po ścięciu.
Karpina sosnowa, która pozostawała w ziemi przez co najmniej 7 lat, używana jest do ekstrakcji żywicy lub destylacji rozkładowej (suchej destylacji drewna). Nosi ona nazwę karpiny przemysłowej.
Używana na łuczywo do przyświecania i na podpałkę w Polsce do końca XIX wieku.
Pozyskiwanie karpiny wykonuje się przez:
- wydobycie ręczne,
- wydobycie za pomocą karczowników,
- obalanie drzew z korzeniami,
- karczowanie za pomocą środków wybuchowych.